# Byron White
Byron Raymond White (Fort Collins, 8 giugno 1917 – Denver, 15 aprile 2002) è stato un magistrato e giocatore di football americano statunitense.
Ex stella della National Football League negli anni quaranta, fu un giudice della Corte Suprema dal 1962 al 1993.

## Carriera nel football americano
White fu un halfback All-American per i Colorado Buffaloes della University of Colorado at Boulder, dove gli fu affibbiato il soprannome "Whizzer" da un giornalista. Il soprannome, con disappunto di White, lo seguì anche nella sua carriera legale. Dopo la laurea firmò con i Pittsburgh Pirates (ora Steelers) della NFL, giocando con essi nella stagione 1938. Nella sua stagione da rookie guidò la lega in yard corse e divenne il giocatore più pagato della NFL.
Dopo essere rimasto fermo per un anno per studiare a Oxford, White giocò per i Detroit Lions nel 1940 e 1941. In tre stagioni nella lega disputò 35 partite, guidando la NFL in yard corse nel 1938 e nel 1940, guadagnando uno stipendio di 15 000 dollari l'anno. La sua carriera fu accorciata quando entrò nella Marina per la Seconda guerra mondiale. Alla fine del conflitto preferì iscriversi alla facoltà di legge piuttosto che continuare la carriera nel football professionistico. Fu inserito nella College Football Hall of Fame nel 1954.

## Palmarès
- Convocazioni al Pro Bowl: 3

1938, 1940, 1941
- Leader in yard corse della NFL: 2

1938, 1940
- Formazione ideale della NFL degli anni 1940
- Numero 24 ritirato dai Colorado Buffaloes
- College Football Hall of Fame

## Statistiche
| Yard corse         | 1 321 |
| Touchdown su corsa | 11    |